# Batata-quente
Batata Quente é um jogo recreativo sem um limite certo de participantes, embora usualmente se considere o número ideal como de cinco pessoas. É considerado uma brincadeira infantil.

## Regras
Usa-se música para passar uma caixa com perguntas e onde a música parar, o participante que estiver com a caixa retirará uma dessas perguntas e se acertar a brincadeira continua, aquela que errar pode "pagar" uma prenda. Se o participante que errar não "pagar" a prenda, sairá do jogo. Alternativamente ao uso da música, um participante que atue como "árbitro", e que estará de costas, poderá repetir versos tais como  “Batata quente, quente, quente, quente… queimou!”. Esse participante poderá ser um professor, diante
de uma atividade lúdica escolar, utilizada para tornar o ensino mais atrativo.